# ペルグルアン・ラクヤット
Perguruan Rakyat（ペルグルアン・ラクヤット、日本語：人民大校）は、Sunario SastrowardoyoとSugondo Djojopuspitoによって1928年12月11日に設立されたインドネシアの私立学校。Perguruan Rakyatの形成は、教育分野で活動する2つの団体が結合したことから始まった。それらの団体はPustaka Kita（日本語：我らの図書館）とPerhimpunan untuk Belajar（日本語：協会学ぶために）だ。そこから、これら2つの団体を統合する意欲が生まれ、それが後にPerguruan Rakyatと呼ばれるようになった。
Perguruan Rakyatが設立された当初の目的は、言語、国民科学、社会学、国家組織、書籍の整理、および速記または短文についてのコースを提供するvolks-universiteit（日本語：人民大学）だった。講義セッションは毎週一度開催され、教育、マラリア病、インドネシア語、健康、ジャーナリズムについて議論する。

## Pergoeroen Rakjat（ペルグルアン・ラクヤット）
1928年8月30日には、ARNOLD MONONUTUをディレクターとするVOLKUNIVERSITEITが設立され、後に「PERGOEROEAN RAKJAT MALAM」（日本語：夜間人民大学）として知られるようになった。
1928年12月11日に、「BADAN PERSATOEAN PERGOEROEAN RAKJAT」（日本語：人民大学協会理事会）が設立された。これは、Mr. SOENARIOが指導する「POESTAKA KITA」（日本語：我らの図書館）と、ANGRONSOEDIRDJOが指導する「PERSATOEAN OENTOEK BELADJAR」（日本語：協会学ぶために）の間の合併だった。
Badan Persatuan Perguruan Rakyatは、Dr. Mr. Moh. Naziefによって指導され、連続して朝の学校を開く。それらは、Schakelschoolと同等のPROP（Pergoeroean Rendah Oemoem Penambah）、中学校と同等のPROL（Pergoeroean Rendah Oemoem Loeas）、および小学校と同等のPRO（Pergoeroean Rendah Oemoem）である。これらすべての活動は、ジャカルタのケナリ15号通り（現在はモハマド・フースニ・タムリンビル）にある建物を占めている。
ケナリ15号通りの建物は、すでにPerguruan Rakyatの学校：PRO-PROP-PROLを収容することができず、さらにHIKと同等のPOP（Pergoeroean Oemoem Pendidikan）、PERTI（Pergoeroean Roemah Tangga Indonesia）、および高学校と同等のPOPTI（Persiapan Oentoek Pergoeroean Tinggi）の設立により、その数が増えた。そのため、1933年にPerguruan Rakyatはクラマット174の建物に移転した。
大日本帝国軍の占領政府により、Perguruan Rakyatはクラマット174から追放され、当時Ardjoena School（アルジョナ学校）が入居していたSalemba Raya 33通りの建物に移転した。Perguruan RakyatとArdjoena Schoolとの間で合意がなされ、両校の間で合併が行われ、SEKOLAH RENDAH PERGOEROEAN RAKJATという名前が付けられた。これは1944年に起こった。
既存の学校を続けるために、1944年1月8日に公証人R.M. Soerojoの公証行為第9号に基づき、Perguruan Rakyat財団が設立された。財団の理事には、Dr. Muwardi、Sdr. Angrosudirdjo、Mr. Wilopo、Mr. Soemanangなどが含まれている。

## 発達
社会の学習への欲求と関心が高まるにつれて、1953年に財団は再び幼稚園（TK）と初等中学校（SMP）をSalemba Raya 33通りで開校した。1957年には、「Perguruan Rakjat」のRawamangun支部の「Perguruan Rakjat」学校（現在はWaringin通り14番地、Utan Kayuの「Perguruan Rakjat」3号小学校）とSalemba Raya 33通りの高等学校（SMA）が開校した。さらに1958年には、「Perguruan Rakjat」のKampung Melayu Kecil I Poncol Jatinegara支部の「Perguruan Rakjat」学校の設立が公式に発表された。
Perguruan Rakyatの初めての大家族会議は、1967年6月1日にPerguruan Rakyatの長老であるSoemanangによって開始され、CARATAKER PENGURUS YAYASAN PERGURUAN RAKYATと名付けられた財団の理事会を生み出した。その会長はBrigjen A. Latief Hendraningratで、1968年3月17日の第二回会議で承認された。
ジャカルタ特別州知事の1972年1月10日付け決定書Cb.11/I/12/72により、Salemba Raya通り33番地のPerguruan Rakyatの建物は、初めてNATIONAL CHARACTER EDUCATION PLACEとして指定され、その建物は1931年法令第238号（Monumenten Ordonantie）によるモニュメント法で保護されている。
1978年の10月/11月には、人民学校の50周年記念日を祝う活動が行われ、その一環として人民学校とムハンマディヤ学校、タマンシスワ学校、公立学校との間で親善試合が行われた。これらの活動は、革命の英雄通り12番地、ポンドクバンブの人民学校のキャンパスで行われた。勝者には、Perguruan Rakyatの半世紀を記念するトロフィーが授与された。これには、教育文化大臣のDaoed Joesoef博士、ジャカルタ首都特別州知事のLetjend Tjokropranolo、元DPA議長のウィロポなどからの寄付によるトロフィーが含まれていた。
1978年12月11日、ジャカルタのアブドゥルラーマン・サレ通りにある国民覚醒ビルで、人民学校の半世紀を記念する夜が開催された。このイベントには、モハメド・ハッタ博士、ジャカルタ首都特別州知事のTjokropranolo、Daoed Joesoef博士、Soerastri Karma Trimurti、そして人民学校の著名な人物であるWilopo、Soemanang、Soenario、Arnold Mononutu、そしてPerguruan Rakyatの卒業生や大家族が参加した。

## 人民大校の校章
Perguruan Rakyatの校章は、1970年にE. Adirza HendrabudyによってPerguruan Rakyatの42周年記念日を祝うために作られた。
- 基本はシールドの形をしており、生命の力を象徴している。
- 光の束は、幸せな生活を象徴している。
- 石油ランプは、照明/ガイドを象徴している。
- 本は、目指す目標の源であり、本が開かれていることは、立ち上がる/起き上がることを意味する。
- 稲は、生徒たちの作品の結果を象徴し、それを国家に捧げることを意味する。
- 11本の光の束、12ページの本、そして28粒の稲は、Perguruan Rakyatの誕生を象徴している。それは1928年12月11日のことだ。

## 人民大校行進曲
1958年に人民学校の30周年を記念するために作られた。
- 曲 : Syarif Nurhidayat
- 詩 : Imran Hadisuseno BF

マーチのテンポ
歌詞:
Hiduplah Perguruan Rakyat, Bahgia Sentausa
人民学校万歳、幸せで安心して
Pembimbing pra Putra Pertiwi, Indonesia
インドネシア、母国の息子の候補者のガイド
Bangunlah Siswanya Semua, Menuju Cita
全ての生徒たちが目指す目標に向かって立ち上がりましょう
Bakti Pada Negaranya, Indonesia
彼の国、インドネシアへの奉仕

## 人民大校の要点
Perguruan Rakyatの基本原則は、1935年にジャカルタの人民学校間の協議会で定められた人民学校の国民教育の基礎であり、クラマットラヤ174のビルで行われ、以下のように構成されている。
| 一つ | インドネシアの国民性の基礎は、若者の世界とより大きな世界、つまりインドネシアの国民性に熱心で意識的な社会を結びつける。提供される教育の中で、科目は地域的な思考と感情を消すように制限されている。積極的に学生の頭と心にインドネシアの世界観を植え付ける。そのため、インドネシアの歴史とインドネシア語の教育は重要な科目となる。 |
| 二つ | 体育教育を重視し、それは単に良好な健康を得ることを目指すだけでなく、高尚な特性、勇敢さ、騎士道、つまりスポーツマンシップの特性を強化することも目指している。 |
| 三つ | 性格の形成、その要素は能力、自己価値と義務の認識、自己の力と精神力から成り立っている。学生の性格と才能は、インドネシア社会に役立つように、若者の心の中で発展させられる。 |
| 四つ | 教育は、現実に基づいた立場と知識の実現に向けて指導される。単なる空想に運命を依存する立場は完全に排除されるべきだ。若者たちは、現実を見つめ、現実の状況の中で勝利を追求する勇気を育てるべきだ。 |
| 五つ | 教育は、私たちの国の過去と現在の美德を尊重しながら、進歩に向けて情熱を持つ生活の方向を生み出すことができる。古い性格は排除され、進歩への情熱が植え付けられる。これは、良い意味での近代主義を志向する若者の教育だ。若者たちは、新しい社会構造に対する変化や、社会の中に存在する善と義務に対する尊重を認識する必要がある。       |
| 六つ | 意図されたコミュニティ教育とは、生徒をコミュニティとつなげる努力であり、インドネシアの国土と民族への愛情を喚起する方法だ。 |

## ジャカルタの人民大校財団
2008年9月26日、人民大校財団の理事は、2004年の財団法に合わせて基本条例を変更した。これは、公証人H. Rizul Sudarmadi, SHによって認証され、2008年9月26日、No. 165、そして2009年3月27日にインドネシア共和国法務人権省によって認証された。番号：AHU-AH.01.08-200。その行為の遅延のため、人民大校財団の名前はYAYASAN PERGURUAN RAKYAT JAKARTAに変更された。現在でも、人民大校は、ジャカルタの人民大校財団の保護下にある5つの教育複合施設を管理しながら、国民の生活を教育するために存在し続けている。
| 学校の複合施設                                   | 住所                                                                                 | 学校                                                                       |
| ------------------------------------------------ | ------------------------------------------------------------------------------------ | -------------------------------------------------------------------------- |
| Sekolah Perguruan Rakyat Komplek Srengseng Sawah | Jalan Yon Zikon 14 Kel. Srengseng Sawah Kec. Jagakarsa Kota Jakarta Selatan          | - SMP Perguruan Rakyat 1 - SMA Perguruan Rakyat 1 - SMK Perguruan Rakyat 1 |
| Sekolah Perguruan Rakyat Komplek Kampung Melayu  | Jalan Kampung Melayu Kecil I/38 Kel. Bukit Duri, Kec. Tebet Kota Jakarta Selatan     | - SD Perguruan Rakyat 2 - SMP Perguruan Rakyat 2                           |
| Sekolah Perguruan Rakyat Komplek Utan Kayu       | Jalan Waringin 14 Kel. Utan Kayu Utara Kec. Matraman Kota Jakarta Timur              | - SD Perguruan Rakyat 3                                                    |
| Sekolah Perguruan Rakyat Komplek Pondok Kelapa   | Jalan AD Lampiri Raya No. 28 Kel. Pondok Kelapa Kec. Duren Sawit Kota Jakarta Timur  | - SMA Perguruan Rakyat 2 - SMK Perguruan Rakyat 2                          |
| Sekolah Perguruan Rakyat Komplek Pondok Bambu    | Jalan Pahlawan Revolusi No. 12 Kel. Pondok Bambu Kec. Duren Sawit Kota Jakarta Timur | - SD Perguruan Rakyat 4 - SMP Perguruan Rakyat 3 - SMA Perguruan Rakyat 3  |